# Loic Mabanza
Loic Mabanza (1º marzo 1990) è un ballerino, attore e modello francese.

## Biografia
Mabanza è cresciuto a Persan, un piccolo paese a nord di Parigi dove ha scoperto il suo amore per la danza all'età di 7 anni, passione che condivideva con il calcio. A causa di un infortunio, Mabanza ha terminato la sua carriera di calciatore all'età di 13 anni, il che lo ha portato a concentrarsi esclusivamente sulla danza.
Conosciuto anche come Speedylegz, Mabanza è stato uno dei membri originali del gruppo di street dance francese Criminalz Crew, fondato nel 2004. Nel corso degli anni, lui e Criminalz Crew hanno guadagnato popolarità nella comunità di street dance vincendo numerose competizioni francesi e internazionali.

## Carriera

### Ballerino
Nel 2007, Mabanza ha iniziato la sua carriera di ballerino professionista lavorando con artisti francesi come La Fouine, Magic System, Sheryfa Luna e Les Déesses. Parallelamente, ha tenuto corsi di danza hip hop negli studi di Parigi e laboratori di danza in tutta Europa e Canada. In seguito è diventato giudice per concorsi e convenzioni internazionali di danza come "Dance World Cup", IDance Convention e "5.6.7.8 Showtime.
Nel 2011, Mabanza ha collaborato con Samsung e ha recitato in una serie di campagne pubblicitarie per il suo nuovo notebook Slate della serie 7.
Nel 2012, ha prenotato il suo primo tour mondiale con Madonna, The MDNA Tour. È apparso nel suo video musicale "Turn Up the Radio" diretto da Tom Munro e si è esibito al The Ellen DeGeneres Show.
Nel 2013 ha lasciato la Criminalz Crew e si è trasferito negli Stati Uniti viaggiando tra New York e Los Angeles per proseguire la sua carriera.
Ha coreografato e suonato per Martin Solveig durante Electric Zoo 2013 a Randall's Island. Mabanza si è anche esibito con Chris Brown e Nicki Minaj ai BET Awards 2013 e, nello stesso anno, ha ballato di nuovo per Chris Brown al Powerhouse 106 di Philadelphia. Mabanza è apparso nel video musicale di Fergie "A Little Party Never Killed Nobody" diretto da Fatima Robinson. Nel 2014, Mabanza si è esibito con Usher per la prima mondiale del singolo di Michael Jackson "Love Never Felt So Good" agli iHeartRadio Music Awards e ha ballato nel video musicale con Justin Timberlake. Mabanza ha anche fatto parte della Michael Jackson World Première Experience "Slave to the Rhythm" ai Billboard Music Awards 2014.
Mabanza è apparso nel video musicale di Jane Zhang "Forever" diretto da Muh Chen e si è esibito insieme alla cantante per il suo album "The Seventh Sense" a Pechino.
Mabanza si è anche esibito con i OneRepublic nello show televisivo The Voice su NBC e nello stesso anno con Jennifer Hudson nello show televisivo Dick Clark's New Year's Rockin' Eve.
Nel 2015 ha ballato nei video musicali di Madonna "Living For Love" diretto da J.A.C.K e "Bitch I'm Madonna" diretto da Jonas Åkerlund. Si è anche esibito con lei alla 57ª edizione dei Grammy Awards, ai Brit Awards e in programmi televisivi come The Tonight Show di Jimmy Fallon, The Ellen DeGeneres Show, Le grand Journal e Jonathan Ross Show prima di intraprendere il The Rebel Heart Tour.
Nel 2016 si è esibito con Mariah Carey nel suo concerto di residenza annuale All I want for Christmas is you" al Beacon theater e in seguito al Rockin' Eve di Capodanno di Dick Clark su ABC.
Nel 2017 ha recitato nel video musicale "Come Closer" di Wizkid con Drake diretto da Alan Ferguson e nel video musicale "Falling" di Alesso diretto da Henrik Hanson.
Nel 2018 si è esibito con Kendrick Lamar durante l'apertura dei 60th Annual Grammy Awards con gli U2 e Dave Chapelle. Si è anche esibito con Martin Solveig all'Olympia di Parigi ed è stato il coreografo per il video musicale di Kat Deluna "Nueva Actitud" diretto da Lanz Pierce.
Nel 2019, Mabanza ha lavorato con Madonna ancora una volta per esibirsi al 64° Eurovision Song Contest di Tel Aviv e nello stesso anno ha partecipato al The Madame X Tour.
Inoltre, è anche un direttore di movimento che ha coreografato per la campagna True Religion con Joan Smalls diretta da Steven Klein, per il video musicale di Fergie "Enchanté" con Kendall Jenner diretto da Bruno Ilogti e per V Magazine "Holiday Video" con Chanel Iman diretto. di Justin Wu.

### Attore
Mabanza ha iniziato la sua carriera di attore nel 2008 in una piccola compagnia teatrale a Saint-Brice-sous-Forêt, interpretando un adattamento moderno dell'opera di William Shakespeare, Otello.
Ha diretto il suo primo cortometraggio nel 2012 durante il tour The MDNA. Nello stesso anno ha recitato nel cortometraggio "Secretprojectrevolution" co-diretto da Madonna e Steven Klein.
Un anno dopo, ha studiato recitazione con Susan Batson a New York. Ha poi prodotto e recitato nei cortometraggi "Extraction" e "Kinesis", entrambi diretti da Venkay films.
Nel 2016, ha scritto, prodotto e recitato in "Myles Raven", un cortometraggio che ha co-diretto con Roodmy Poulard.
Nel 2017 Mabanza ha recitato al fianco di Lupita Nyong'o nel cortometraggio diretto da Francesco Carrozini e prodotto da Jay-Z. Ha anche diretto e prodotto il video musicale "T.A.K." di Patrick Toussaint.
Nel 2018 ha ottenuto un ruolo in "Le regine del crimine", un film diretto da Andrea Berloff con Melissa McCarthy, Tiffany Haddish ed Elisabeth Moss.
Mabanza è il fondatore di Mabanza Entertainment, una società di produzione cinematografica. Nel 2022 ha recitato nella serie TV della Marvel Moon Knight, su Disney+.

### Modello
Mabanza è apparso in varie campagne pubblicitarie televisive, web e stampa tra cui Louis Vuitton, Givenchy, Levi's, Carolina Herrera, Swarovski, Diesel, Timberland, Kenneth Cole, Theory, John John denim, Geox, Toyota, IBM, Samsung, Cabi online, MDNA Skin e Sixpad
Mabanza è apparso in editoriali per Vogue Germania, Vogue Arabia, W Magazine, V Magazine, GQ, Harper's Bazaar Brazil, Men's Health, Geoir magazine, Wad Magazine, Spirit and Flesh, Wonderland Magazine ed è stata in copertina per diverse riviste come Modern Luxury, DC, Atlantan, Crush Fanzine e Geox Magazine.
Mabanza ha camminato e si è esibito in diverse sfilate di moda come Ralph Lauren, En Noir, Ami Paris, Calvin Luo e Cavalera.
Inoltre, Mabanza e Lil Buck si sono esibiti per Valentino a una cena organizzata da Giancarlo Giammetti in onore del nuovo libro dello stilista, "Valentino: alla tavola dell'imperatore".
Nel 2018, Mabanza è stato abbinato alla modella brasiliana Isabeli Fontana in una esibizione dal vivo orchestrata e catturata da Marcos Mello durante Art Basel a Miami Beach.

## Filmografia

### Cinema
- Le regine del crimine (The Kitchen), regia di Andrea Berloff (2019)

### Televisione
- Ombre Ma Fi – serie TV (2021)
- Croix: The Prequel – serie TV, 6 episodi (2022)
- Moon Knight – serie TV, 2 episodi (2022)